# Megan Alatini
Megan Alatini, född Megan Brinwinne Cassie 29 september 1976, är en sydafrikanskfödd nyzeeländsk sångerska och skådespelerska.
Hon flyttade med sin familj från Sydafrika till Nya Zeeland 1987. Hennes karriär tog fart då hon medverkade i TV-programmet Popstars och blev en del av tjejbandet TrueBliss.
Megan spelar karaktären Java i TV-serien The Tribe. Hon har även två systrar, Meryl Cassie och Monique Cassie Och sedan Miquille Cassie som är deras äldre bror. Monique och Meryl är också med i The Tribe, där de spelar Javas yngre systrar.
Hon har även suttit i juryn för nyzeeländska Idol.

## Filmografi
- 1999 - Young Hercules - sjönymf, 1 avsnitt
- 2002-2003 - The Tribe - Java, 90 avsnitt